# اعداد متباین

اعداد متباین

در نظریه اعداد، دو عدد صحیح را متباین یا هم‌اول یا نسبت به هم اول گویند؛ چنانچه بزرگترین مقسوم علیه مشترک (ب.م.م) این دو عدد، برابر یک باشد؛ یا به عبارتی هیچ مقسوم‌علیه مشترکی جز یک نداشته باشند. بدین ترتیب اگر {\displaystyle {a}} و {\displaystyle {b}} اعدادی صحیح باشند و {\displaystyle (a,b)=1} باشد؛ آنگاه  {\displaystyle {a}} و {\displaystyle {b}} نسبت به هم اول خواهند بود. همچنین هم‌اول بودن دو عدد مانند {\displaystyle {a}} و {\displaystyle {b}} را به صورت {\displaystyle a\bot b} نمایش می‌دهند.

## مثال
- دو عدد {\displaystyle {6}} و {\displaystyle {35}} را در نظر بگیرید؛

اگر بخواهیم عوامل اول این دو عدد را به دست آوریم؛ خواهیم داشت:
{\displaystyle 6=2\times 3}
{\displaystyle 35=5\times 7}
بدین ترتیب مشاهده می‌کنیم که در عوامل تجزیه شده دو عدد عامل مشترکی به جز {\displaystyle {1}} وجود ندارد؛
بنابراین {\displaystyle (6,35)=1} خواهد بود.

پس آنگاه می‌گوییم دو عدد {\displaystyle {6}} و {\displaystyle {35}} نسبت به هم اول هستند.
- اما اکنون دو عدد {\displaystyle {14}} و {\displaystyle {77}} را در نظر بگیرید؛

اگر بخواهیم عوامل اول این دو عدد را به دست آوریم؛ خواهیم داشت:
{\displaystyle 14=2\times 7}
{\displaystyle 77=7\times 11}
بدین ترتیب مشاهده می‌کنیم که در عوامل تجزیه شده دو عدد، علاوه بر عدد {\displaystyle {1}}، عامل مشترک دیگری (عدد {\displaystyle {7}}) نیز وجود دارد. 
بنابراین {\displaystyle (14,77)=7} خواهد بود.

پس آنگاه می‌گوییم دو عدد {\displaystyle {14}} و {\displaystyle {77}} نسبت به هم اول نیستند.
نکته: اعداد {\displaystyle {1}} و {\displaystyle {-1}} تنها اعدادی هستند که با هر عدد صحیح دیگر متباین هستند؛ همچنین تنها اعدادی هستند که با عدد {\displaystyle {0}} متباین هستند.
نکته: از الگوریتم اقلیدس می‌توان برای تشخیص هم‌اول بودن اعداد استفاده کرد.

## نکات
- دو عدد طبیعی متوالی همواره نسبت به هم متباین هستند: ({\displaystyle {a}} عددی طبیعی می‌باشد.)

مثال
{\displaystyle (a,a+1)=1\Rightarrow (999,1000)=1}
- توان‌های {\displaystyle {2}} همواره نسبت به اعداد فرد، اول هستند:({\displaystyle {n}} و {\displaystyle {k}} اعدادی طبیعی هستند.)

مثال
{\displaystyle (2^{n},2k-1)=1\Rightarrow (64,79)=1}
- تمامی اعداد اول متمایز، نسبت به هم اول هستند:({\displaystyle {x}} و {\displaystyle {y}} اعدادی اول هستند.)

مثال
{\displaystyle (x,y)=1\Rightarrow (13,19)=1}
- اگر دو عدد طبیعی نسبت به هم متباین باشند؛ (یعنی (ب.م.م) دو عدد برابر با یک باشد.) آنگاه (ک.م.م) آنها، برابر با حاصل ضرب آن دو عدد خواهد بود. ({\displaystyle {m}} و {\displaystyle {n}} اعدادی طبیعی هستند.)

مثال
{\displaystyle (m,n)=1,[m,n]=mn\Rightarrow }
{\displaystyle (7,25)=1,[7,25]=7\times 25=175}